# ریزش غبار ماه
ریزش غبار ماه نام داستانی در گونهٔ علمی-تخیلی است که در سال ۱۹۶۱ (میلادی) به قلم آرتور سی. کلارک نگاشته شده است. این داستان نامزد جایزه هوگو برای بهترین داستان سال ۱۹۶۱ شد.